# 黎慶寧
黎慶寧（英語：Peter Lai Hing-ling，1951年7月25日—），香港政府前官員，政務官出身，香港大學政治及公共行政學系榮譽教授。他於1995年至1997年出任保安司，1997年至1998年出任首任保安局局長。

## 背景

### 早年生活
他早年畢業於寶血小學（1963年小六，與演員劉松仁為同屆畢業同學）及皇仁書院（1968年中五、1970年預科畢業），入讀皇仁書院時曾於校內陸運會以男子乙組選手身份破大會擲鐵餅紀錄。他後來於1973年完成香港大學榮譽文學士（歷史）學位。

### 政治生涯
1973年獲香港政府聘任為政務主任，1974年於牛津大學基督堂學院進修一年，1975年任助理保安司，1979年任首席助理保安司，1980年獲升為高級政務主任。1981年任首席助理銓敘司，1983年晉升首長級丙級政務官職級，1990年任副銓敘司，1991年任署理憲制事務司，晉升首長級乙一級政務官職級，被任命為官守太平紳士。1995年接替區士培出任保安司。1997年7月被任命為香港特區首任保安局局長，1998年辭職移民澳洲。
2005年從澳洲回流後出任智經研究中心顧問，後被委任為香港大學政治及公共行政學系榮譽教授，主要研究香港政治及公共行政。2019年香港反對《逃犯條例修訂草案》運動期間，黎慶寧與同屬政務官出身的夫人蕭寳珍參與聯署呼籲行政長官林鄭月娥撤回《逃犯條例》修訂草案。他認為只有由公眾信任的機構進行獨立調查事件真相，才能解決社會分歧。